# Trafikinformationsområde
Et trafikinformationsområde (forkortet "TIA" -- Traffic Information Area) er et ikke-kontrolleret luftrum, der strækker sig opefter fra en given højde over
jordens eller vandets overflade til en fastsat øvre grænse og som er
oprettet i tilknytning til en trafikinformationszone.
Medmindre andet er aftalt med vedkommende AFIS-enhed skal en pilot, før indflyvning i TIA, informere AFIS-enheden om position, højde og
flyvevej. Under flyvning i TIA skal der opretholdes lyttevagt på pågældende frekvens og hvis der er ændringer til højde og flyvevej skal det
straks rapporteres.
 Der er for få eller ingen kildehenvisninger i denne artikel, hvilket er et problem. Du kan hjælpe ved at angive troværdige kilder til de påstande, som fremføres i artiklen.

| Trafik | Spire Denne trafikartikel er en spire som bør udbygges. Du er velkommen til at hjælpe Wikipedia ved at udvide den. |